# Foton (műhold)
A Foton (oroszul: Фотон) szovjet, majd orosz tudományos műhold, melyet mikrogravitációs anyagtudományi kutatásokhoz használnak. A CSZKB-Progressz vállalat fejlesztette ki és gyártja. A Zenyit felderítő műholdon alapuló Foton műholdakat az 1980-as évek közepétől indították.  Modernizált változata a Foton–M.

## Története
A Foton műhold fejlesztése 1983-ban kezdődött a kujbisevi (ma: Szamara) CSZKB–Progressz vállalatnál. A műhold alapjául a Zenyit felderítő műhold szolgált. Funkciójában és felépítésében hasonlít a Bion és Reszursz–F műholdakra. A műholdakat elsősorban mikrogravitációs környezetben végrehajtott anyagtudományi vizsgálatok céljára készítették. Esetenként biológiai kísérletekre is használták.
A műhold első prototípusát Koszmosz–1645 jelzéssel 1985-ben indították. Ezt további két prototípus tesztindítása követte, Koszmosz–1744 és Koszmosz–1841 jelzéssel. Ezekre a repülésekre a Foton–1, 2 és 3 jelölést is használják.
A 2000-es évek elején készítették el továbbfejlesztett, modernizált változatát, a Foton–M-et. A Fotonhoz képest új, nagyobb kapacitású lítium-akkumulátorokat építettek be, javították a hőszabályozó rendszert, valamint a műhold új, nagyobb adatátvitelre képes telemetriai rendszert és vezérlőrendszert kapott. Az első Foton–M indítására 2002. október 15-én került sor, de ez a hordozórakéta hibája miatt sikertelen volt. Később, 2005-ben és 2007-ben az Európai Űrügynökség részvételével és együttműködésével további két Foton–M műholdat indítottak. A negyedi Foton–M műholdat, a Foton–M4-t 2014. július 18-án indították. Ezt a műholdat már a Bion–M műholdakhoz hasonlóan a Jantar felderítő műholdakból származó műszaki-kiszolgáló egységgel szerelték fel.

## Indítások
A prototípusokat is beleszámítva összesen 12 darab Foton műholdat indítottak. A prototípusok Koszmosz jelzéssel repültek. Mindegyik indítás Pleszeckből történt 1985-től Szojuz–U hordozórakétával. A továbbfejlesztett Foton–M műholdakat szintén Szojuz–U-val indították. Az első – sikertelen – Foton–M indítást Pleszeckből végezték, a későbbieket pedig a Bajkonuri űrrepülőtérről.

### Foton
- Foton–1 (1985. április 16.)
- Foton–2 (1986. május 21.)
- Foton–3 (1987. április 24.)
- Foton–4 (1988. április 14.)
- Foton–5 (1989. április 26.)
- Foton–6 (1990. április 11.)
- Foton–7 (1991. október 4.)
- Foton–8 (1992. október 8.)
- Foton–9 (1994. június 14.)
- Foton–10 (1995. február 16.)
- Foton–11 (1997. október 9.)
- Foton–12 (1999. szeptember 9.)

### Foton–M
- Foton–M1 (2002. október 15.)
- Foton–M2 (2005. május 31.)
- Foton–M3 (2007. szeptember 14.)
- Foton–M4 (2014. július 18.)